# Oleg Garin
Oleg Sergeevič Garin (in russo Олег Сергеевич Гарин?; Nachodka, 22 settembre 1966) è un allenatore di calcio ed ex calciatore russo.

## Carriera

### Calciatore
Ha cominciato a giocare nel Luč Vladivostok che all'epoca militava nella terza serie sovietica. Nel 1987 passò all'Okean, sempre in terza serie: vi rimase fino al 1991, anno in cui la squadra vinse il girone Est del campionato. Tale vittoria unita alla dissoluzione dell'Unione Sovietica consentì all'Okean di saltare direttamente nella neonata massima serie russa e a Garin di debuttare in tale campionato.
La prima stagione fu notevole: la squadra riuscì a salvarsi nel girone di play-out e Garin si piazzò secondo con 16 reti nella classifica marcatori. Passò quindi al Lokomotiv Mosca con cui vinse in cinque stagioni due coppe nazionali, piazzandosi nuovamente secondo (con reti all'attivo) nel 1994.
Sceso in seconda serie nel 1998, ottenne una storica promozione con il Lokomotiv Nižnij Novgorod. Chiuse la stagione 1999 nell'Uralan, l'ultima in massima serie. Nel 2000 scese infatti in seconda serie, col Lada Togliatti, ma dopo tre partite tornò all'Okean (sceso nel frattempo in terza serie), con cui chiuse la sua carriera.

### Allenatore
Ha cominciato la sua carriera da allenatore nell'Okean. Dal 2010 divenne assistente nella Dinamo Brjansk.

## Palmarès

### Club
- Coppa di Russia: 2

Lokomotiv Mosca: 1995-1996, 1996-1997
- Vtoraja Liga: 1

Okean: 1991 (Girone Est)